# آمادو ترائوره
آمادو ترائوره (انگلیسی: Amadou Traoré؛ زادهٔ ۷ مارس ۲۰۰۲) بازیکن فوتبال اهل فرانسه است.
وی همچنین در تیم‌های ملی فوتبال تیم فوتبال ملی زیر 16 سال فرانسه و زیر ۱۷ سال فرانسه بازی کرده‌است.